# Падурени (Чурила)
Падурени (рум. Pădureni) насеље је у Румунији у округу Клуж у општини Чурила. Oпштина се налази на надморској висини од 589 m.

## Становништво
Према подацима из 2002. године у насељу је живело 169 становника, од којих су сви румунске националности.